# Џон Бернтал
Џонатан Едвард Бернтал (енгл. Jonathan Edward Bernthal, рођен 20. септембра 1976) је амерички глумац. Почео је своју каријеру с мањим улогама у Бродвејском позоришту пре него што је почео да гостује у различитим телевизијским емисијама. Стекао је славу и добио похвале критичара 2010. године за своју улогу Шејна Велша у Еј-Ем-Сијевој телевизијској серији Окружен мртвима. Касније се појављивао у главним и споредним улогама у разним филмовима који су добили похвале критичара, од којих су неки Вук са Вол Стрита (2013), Бес (2014), Сикарио (2015), Рачуновођа (2016) и Возач (2017).
Од 2015. године глуми Френка Кесла / Панишера у Нетфликсовим серијама Марвеловог филмског универзума. Прво се појавио у другој сезони серије Дердевил, пре него што је добио самосталну серију Панишер 2017. године, која је добила и другу сезону у јануару 2019. године.